# Алейниковское сельское поселение (Белгородская область)
Але́йниковское се́льское поселе́ние — упразднённое сельское поселение в Алексеевском районе Белгородской области.
Административный центр — село Алейниково.
Упразднено 19 апреля 2018 с преобразованием Алексеевского муниципального района в Алексеевский городской округ.

## Население
| 2010 | 2011 | 2012 | 2013 | 2014 | 2015 | 2016 |
| ---- | ---- | ---- | ---- | ---- | ---- | ---- |
| 808  | ↘806 | ↘789 | ↘775 | ↘771 | ↘747 | ↘745 |
| 2017 | 2018 |      |      |      |      |      |
| ↘730 | ↘713 |      |      |      |      |      |

## Состав сельского поселения
| № | Населённый пункт | Тип населённого пункта       | Население |
| - | ---------------- | ---------------------------- | --------- |
| 1 | Алейниково       | село, административный центр | ↗490      |
| 2 | Волков           | хутор                        | →0        |
| 3 | Новосёловка      | хутор                        | ↘42       |
| 4 | Славгородское    | село                         | ↘276      |

## Экономика
- СПК «Алейниково» — специализируется на продукции растениеводства и молочного животноводства[13].